# Cơm chiên

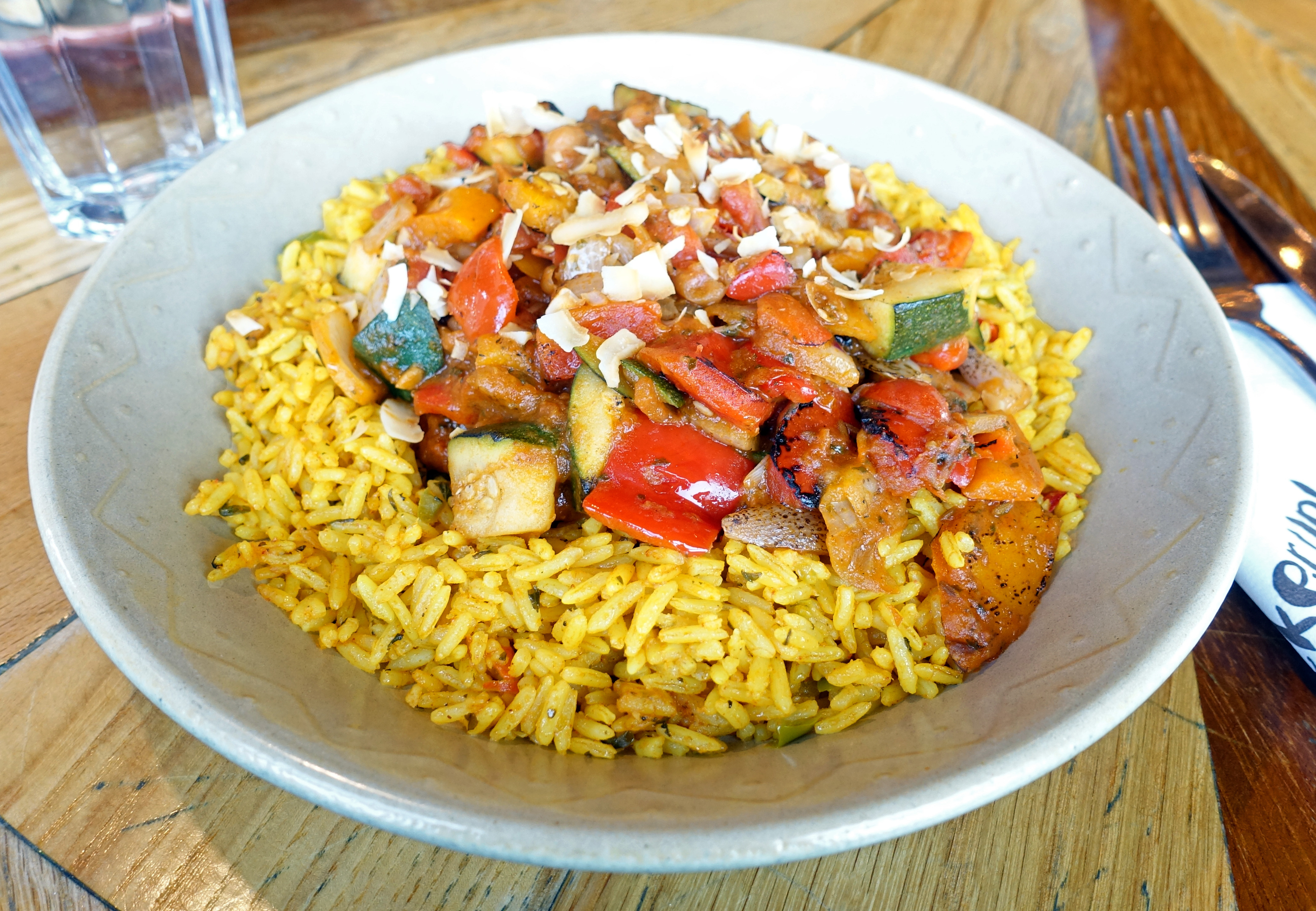
Cơm chiên rau củ

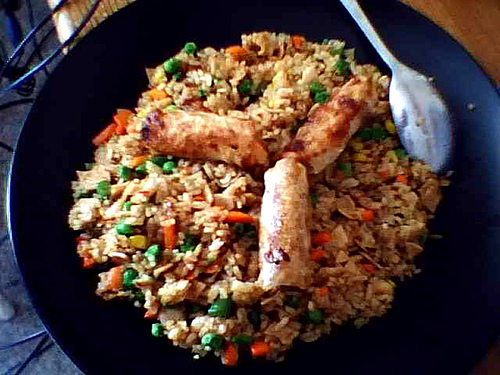
Cơm chiên thập cẩm

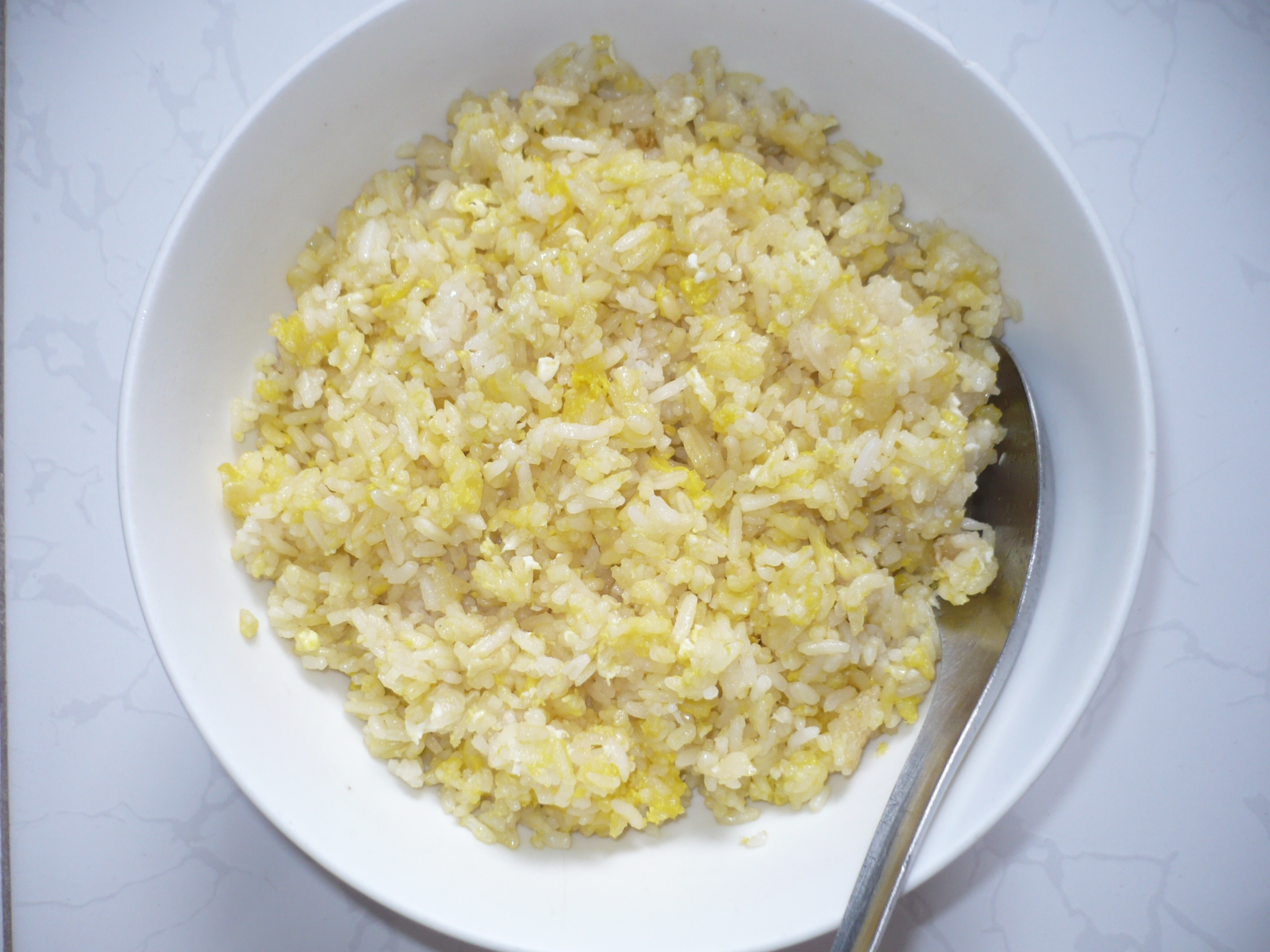
Cơm chiên trứng

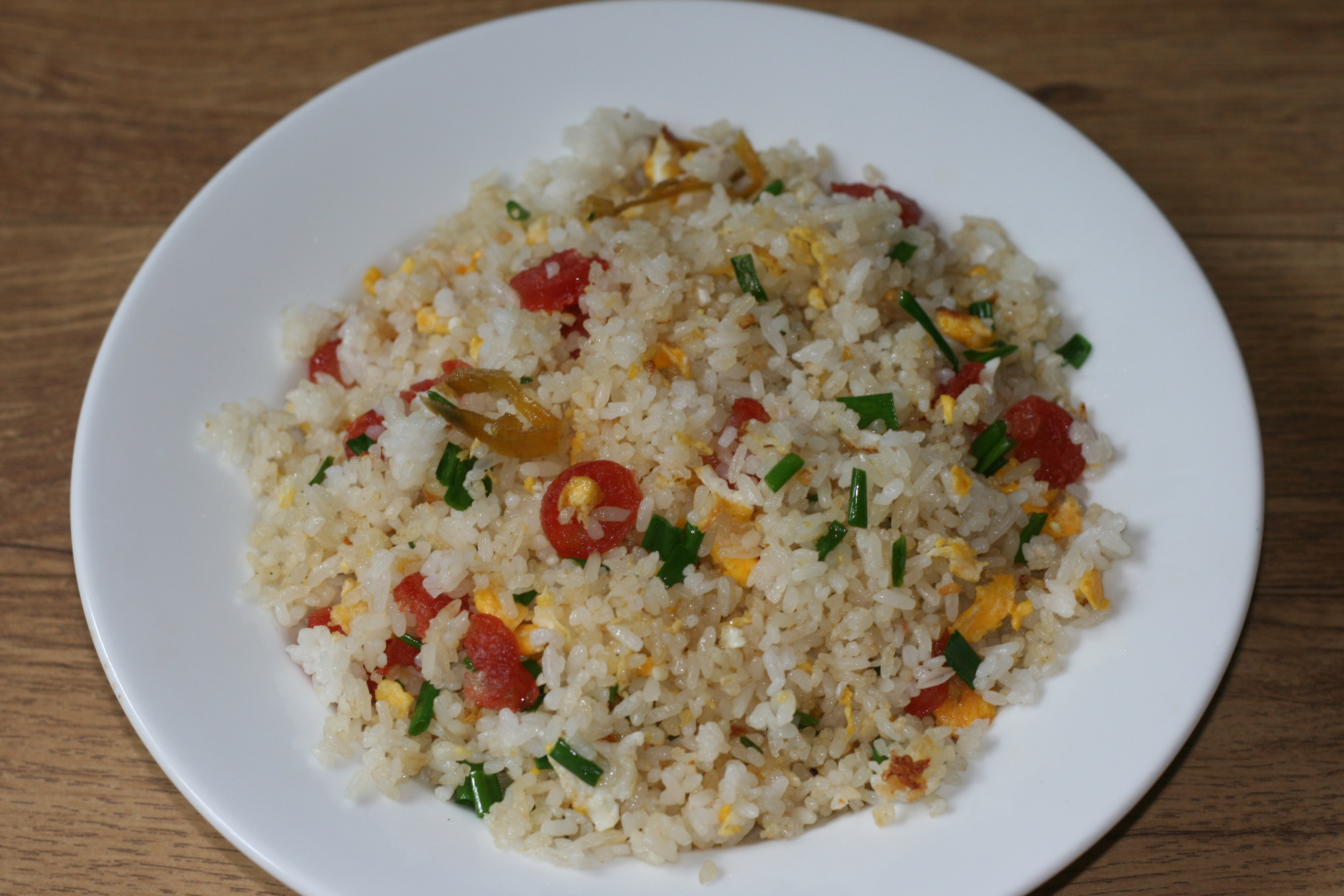
Cơm chiên lạp xưởng

Cơm chiên hay cơm rang là một món cơm nấu đã được chế biến trong chảo hoặc chảo rán và thường được trộn với các thành phần khác như trứng, rau, hải sản hoặc thịt. Nó thường được ăn riêng lẻ hoặc như một món ăn kèm cho món ăn khác. Cơm chiên là một thành phần phổ biến của các món ăn Đông Á, Đông Nam Á và một số món ăn Nam Á. Cơm chiên thường được làm với các thành phần còn sót lại từ các món ăn khác, dẫn đến có rất nhiều biến tấu. Cơm chiên được phát triển đầu tiên vào thời nhà Tuỳ ở Trung Quốc và như vậy tất cả các món cơm chiên có thể truy nguyên nguồn gốc của chúng đối với cơm chiên Trung Quốc.
Nhiều loại cơm chiên có danh sách thành phần cụ thể của riêng họ. Ở Trung Quốc, các loại phổ biến bao gồm cơm chiên Dương Châu và cơm chiên Phúc Kiến. Chāhan Nhật Bản được coi là một món ăn Nhật Bản gốc Hoa, có nguồn gốc từ các món cơm chiên Trung Quốc. Bokkeum-bap của Hàn Quốc cũng ảnh hưởng từ cơm chiên Chāhan Nhật. Ở Đông Nam Á, các món cơm chiên tương tự của Indonesia, Malaysia và Singapore là nasi goreng và Thái gọi là khao phat là những món ăn phổ biến. Ở phương Tây, hầu hết các nhà hàng phục vụ cho người ăn chay đã phát minh ra các loại cơm chiên của riêng họ, bao gồm cả cơm chiên trứng. Cơm chiên cũng được nhìn thấy trong thực đơn của các nhà hàng Mỹ cung cấp các món ăn không có truyền thống bản địa của món ăn. Ngoài ra, ẩm thực của một số quốc gia Mỹ Latinh bao gồm các biến thể trên cơm chiên, bao gồm chaulafan của Ecuador, arroz chaufa của Peru, Cuba có arroz frito và Puerto Rico arroz mamposteao.
Cơm chiên là món ăn đường phố phổ biến ở châu Á. Ở một số nước châu Á, các nhà hàng nhỏ, người bán hàng rong và người bán hàng rong du lịch chuyên phục vụ cơm chiên. Ở các thành phố của Indonesia, người ta thường thấy những người bán hàng rong cơm chiên di chuyển qua các đường phố với xe thức ăn của họ và đặt nó ở những con phố đông đúc hoặc khu dân cư người Hoa sinh sống. Nhiều gian hàng thức ăn đường phố Đông Nam Á cung cấp cơm chiên với một lựa chọn trang trí tùy chọn và các món ăn phụ.

## Lịch sử

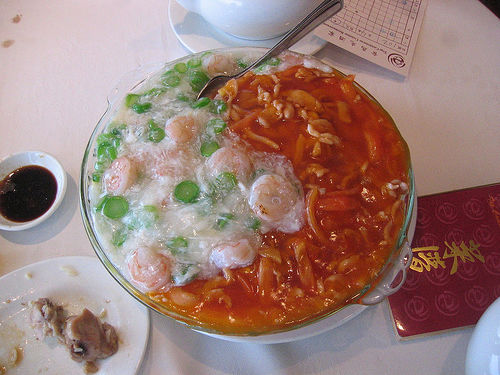
Cơm chiên âm dương (tiếng Trung: 鴛鴦炒飯) tại Canada
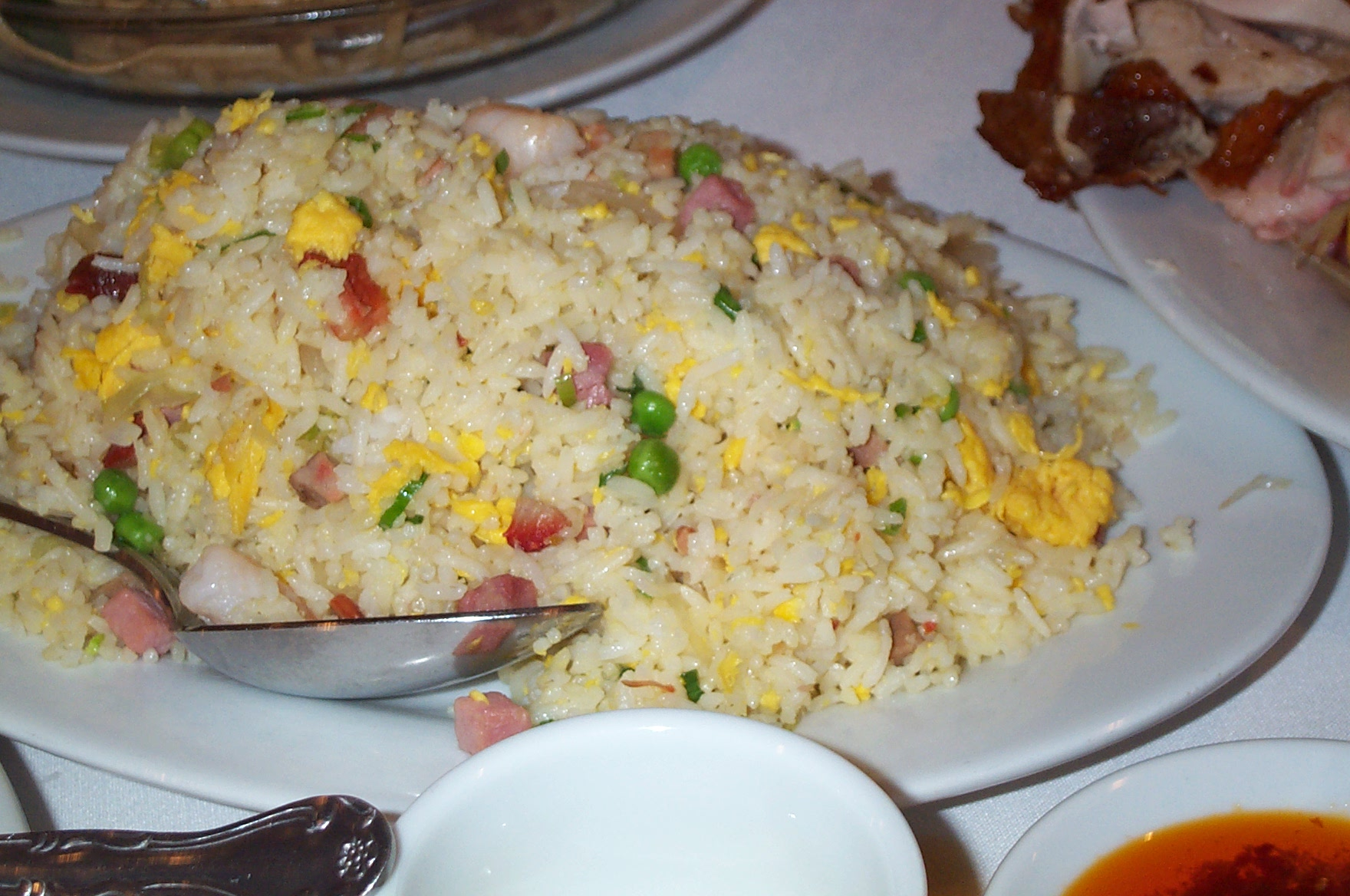
Cơm chiên Dương Châu (tiếng Trung: 扬州炒饭) tại nhà hàng ở Mỹ
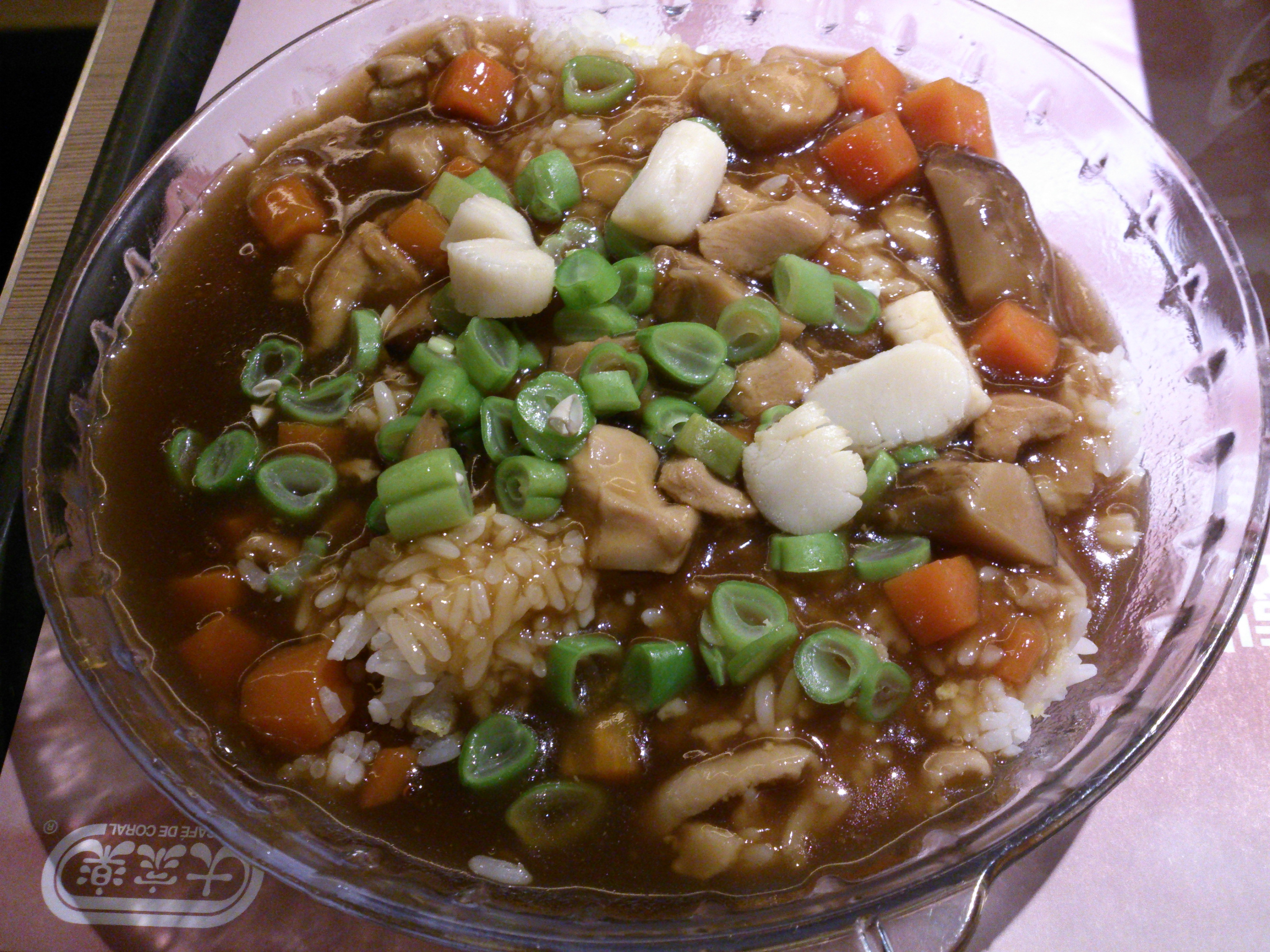
Cơm chiên Phúc Kiến(福建炒飯) tại Hồng Kông

Sự ra đời sớm nhất về cơm chiên được tìm thấy trong triều đại nhà Tùy (589-618 trước Công nguyên).  Mặc dù kỹ thuật chiên được sử dụng cho cơm chiên đã được ghi lại trong thời kỳ sớm hơn, nhưng chỉ đến cuối triều đại nhà Minh (1368-1644), kỹ thuật này mới trở nên phổ biến.
Cơm chiên được cho là đã bắt đầu như một cách để chứa thức ăn thừa. Theo truyền thống, người miền Nam Trung Quốc thích ăn cơm chiên có nguyên liệu gồm thịt và rau. Các loại rau, thịt và gạo còn sót lại từ ngày trước khi vượt qua giai đoạn đầu nhưng vẫn rất tốt để tiêu thụ, và quá tốt để cho động vật ăn được tẩm ướp với nước tương, mỡ lợn và tỏi, và xào, làm bữa ăn nóng. 

Các yếu tố cơ bản của cơm chiên Trung Quốc là cơm chín. Tốt nhất là thức ăn thừa từ hôm qua, thịt và rau quả cũng có thể là thức ăn thừa, trộn với trứng, nước tương và tỏi để tạo hương vị và gia vị, cũng là dầu ăn cho dầu mỡ; hoặc sử dụng mỡ lợn, dầu thực vật hoặc dầu mè. Dầu mỡ và nước tương và phủ lên các hạt gạo, do đó ngăn không cho chúng bị cháy và dính vào nồi nấu. Đôi khi hành lá xắt nhỏ, gừng, ớt và nấm, thịt lợn chế biến cũng được thêm vào hỗn hợp. Tất cả các thành phần được chiên trên lửa mạnh bằng cách sử dụng nồi nấu chảo Trung Quốc, và cơm được đánh tơi bằng muỗng khi chiên để nấu chín và nêm gia vị kèm kỹ thuật xóc chảo điêu luyện chỉ người Hoa mới thao tác thành công (một trong những phương pháp được các đầu bếp Trung Quốc chuyên nghiệp thường xuyên sử dụng để đảo thức ăn trong chảo thay vì dùng đũa hoặc thìa đảo theo cách thông thường). Một số công thức nấu cơm chiên đã được phát triển ở Trung Quốc, chẳng hạn như cơm chiên Dương Châu và Tứ Xuyên. Cơm còn sót lại trong tiếng Quảng Đông thường được chế biến thành cơm chiên, được chế biến từ rau và thịt băm nhỏ. Người ta tin rằng kỹ thuật xào cơ bản để nấu cơm chiên, đòi hỏi chảo Trung Quốc, lan truyền từ miền Nam Trung Quốc đến các nền văn hóa trồng lúa khác ở Đông và Đông Nam Á.

## Nguyên liệu
Cơm chín là nguyên liệu chính, với vô số thành phần bổ sung, như rau, trứng, thịt (gà, thịt bò, thịt lợn, thịt cừu, thịt vịt), thịt nguội (thịt xông khói, giăm bông, xúc xích), hải sản (cá, tôm, cua), nấm, trong số những người khác. Các loại rau thơm như hành, hẹ, hành lá và tỏi thường được thêm vào để tăng thêm hương vị. Các loại dầu ăn khác nhau, chẳng hạn như dầu thực vật, dầu mè, bơ làm sạch hoặc mỡ lợn có thể được sử dụng để láng chảo hoặc chảo rán để chống dính, cũng như cho hương vị. Các món cơm chiên có thể được nêm muối, các loại nước tương khác nhau, dầu hào và nhiều loại nước sốt và gia vị khác. Các loại trang trí phổ biến bao gồm hành lá xắt nhỏ, ớt thái lát, hẹ xào, nhánh rau mùi tây hoặc lá rau mùi, hạt vừng nướng, rong biển (lá nori), dưa chuột thái lát, cà chua, chanh hoặc rau ngâm chua.

## Chế biến
Đầu tiên, cho chảo lên bếp bật lửa to rồi đổ dầu hoặc mỡ vào, khi dầu (mỡ) sôi có thể thêm hành củ hoặc tỏi thái nhỏ vào cho thơm rồi cho cơm (thường là cơm nguội) vào. Thêm xì dầu (hoặc nước mắm, mặc dù nước mắm có thể khiến món cơm hơi nồng so với xì dầu), các thực phẩm mặn vào trộn đều với cơm. Tiếp đến có thể cho thêm các loại thực phẩm khác tùy khẩu vị như đậu Hà Lan, lạp xưởng, thịt, trứng (trứng tươi hoặc trứng cắt sợi) vào và trộn đều trên bếp.
Đổ cơm chiên đã chín ra bát hoặc đĩa, có thể trang trí bằng rau quả như dưa leo, cà chua, rau mùi v.v.